# Phascolarctobacterium faecium
Il  Phascolarctobacterium faecium  è una specie di batterio appartenente alla famiglia delle Acidaminococcaceae.